# Носоріг індійський
Носоріг індійський (Rhinoceros unicornis) — великий ссавець родини носорогових (Rhinocerotidae). Трапляється в Східній Індії і Непалі також знаходиться в національному парку Казіранґа. Шкіра його товста, утворює вільні складки на шиї, за лопатками і перед крижами. Розміри носорога — висота в плечах перевищує 180 сантиметрів, а довжина більше чотирьох метрів. На морді один ріг. Вид був широко поширений від Пешавару і Кашміру на заході до передгір'їв Гімалаїв до кордону з М'янмою на сході. Нині зберігся лише на природоохоронних територіях.